# 納迪婭·多羅費耶娃
納迪婭·沃洛迪米里芙娜·多羅費耶娃（羅馬化：Nadiia Volodymyrivna Dorofieieva；1990年4月21日—），藝名多羅費耶娃（英語：Dorofeeva，風格全大寫），烏克蘭流行歌手、時裝設計師、博主、演員，也是流行組合時間與玻璃的前成員。

## 早年
多羅費耶娃於1990年4月21日出生於蘇維埃烏克蘭克里米亞州辛菲羅波爾（今屬烏克蘭克里米亞自治共和國）。母語為俄語。她從小就從事音樂和舞蹈。2002年，年僅12歲的多羅菲耶娃贏得地區交際舞冠軍和最佳交際舞演員獎。
2005年，完成9年級後，多羅費耶娃移居俄羅斯莫斯科，開始在莫斯科國立藝術文化大學攻讀聲樂學位。